# Ferdinand Krackowizer (Archivar)

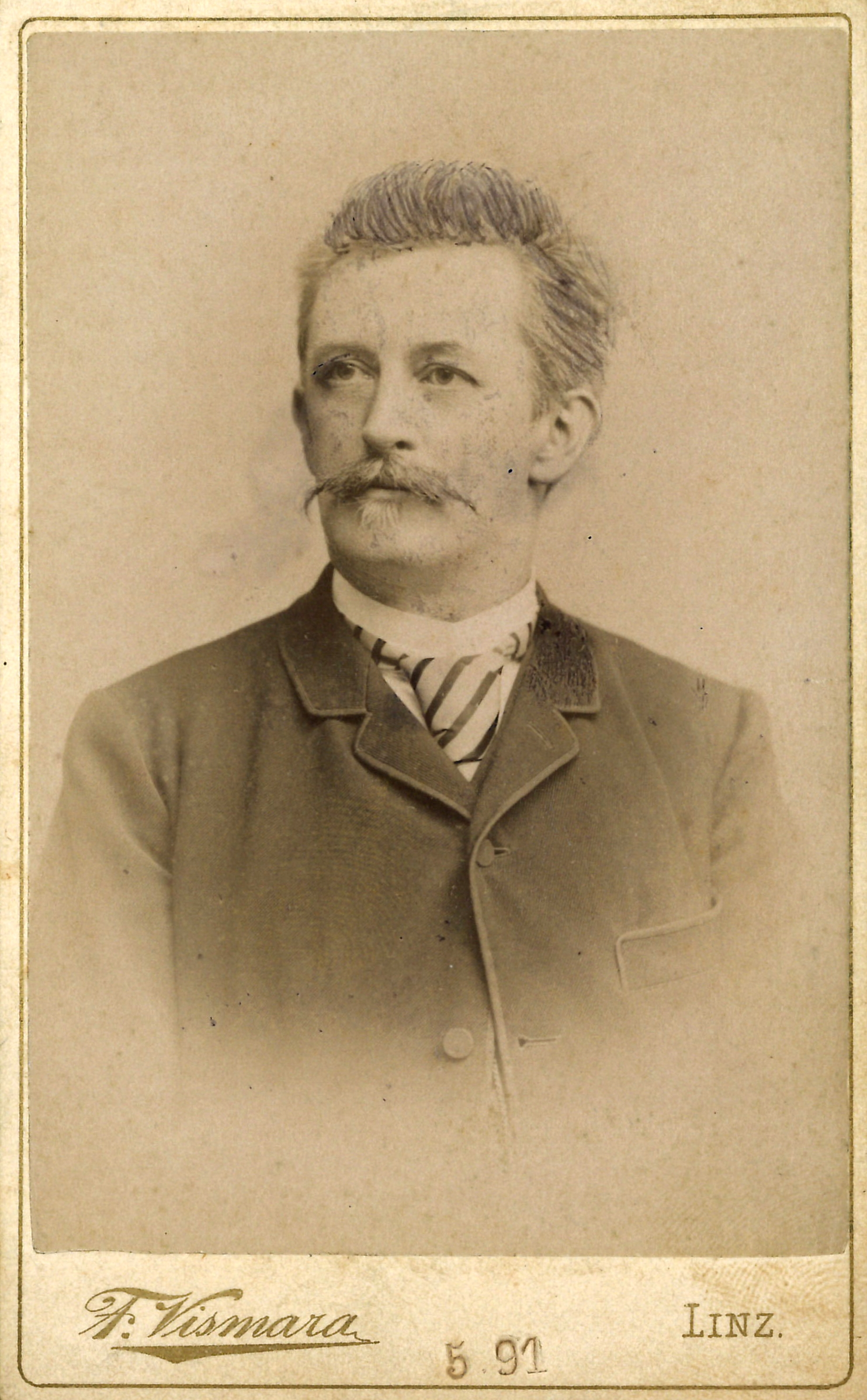
Ferdinand Krackowizer (1891)

Ferdinand Krackowizer (* 27. Mai 1844 in Wels; † 20. Oktober 1933 in Linz) war ein österreichischer Archivar und Schriftsteller, sowie der erste oberösterreichische Landesarchivdirektor.
Krackowizer ist nicht zu verwechseln mit seinem um sieben Jahre jüngeren gleichnamigen Cousin, der als Arzt, Heimatforscher und Bürgermeister von Gmunden tätig war.

## Leben
Er kam in Wels als Sohn eines Magistratssekretärs und späteren Landesgerichtsrates zur Welt. 1850 bis 1854 besuchte er die Kreishauptschule in Steyr, da damals sein Vater als Assessor zum eben errichteten Landesgericht (später Kreisgericht) gekommen war. Danach bis 1862 war er am Stiftsgymnasium in Kremsmünster, Oberösterreich. Von 1862 bis 1865 studierte er Jus an der Universität in Wien und das folgende Jahr in Innsbruck. Am 26. März 1868 erlangte er dort das Doktordiplom. Schon zwei Jahre vorher, 1866, trat er in Salzburg in die Kanzlei des bekannten Rechtsanwaltes August Prinzinger ein und kam zu Beginn 1868 in die dortige Finanzprokuratur als Konzeptspraktikant. Nach wenigen Monaten übersiedelte er nach Linz in gleicher Eigenschaft, wo er bereits am 18. Juni gleichen Jahres beim Lande Oberösterreich Aufnahme fand. Da ihm aber die Tätigkeit im Konzeptsdienst nicht zusagte, wechselte er 1875 in Stelle eines Landesarchivars und Registrators.
1870 heiratete er Emma Würtenberger, eine Fabrikantentochter aus Salzburg und Großnichte des Tiroler Freiheitshelden Josef Speckbacher. Aus der Ehe ging eine Tochter (Johanna) hervor, die mit Obermagistratsrat Innocenz Tallavania verheiratet war.

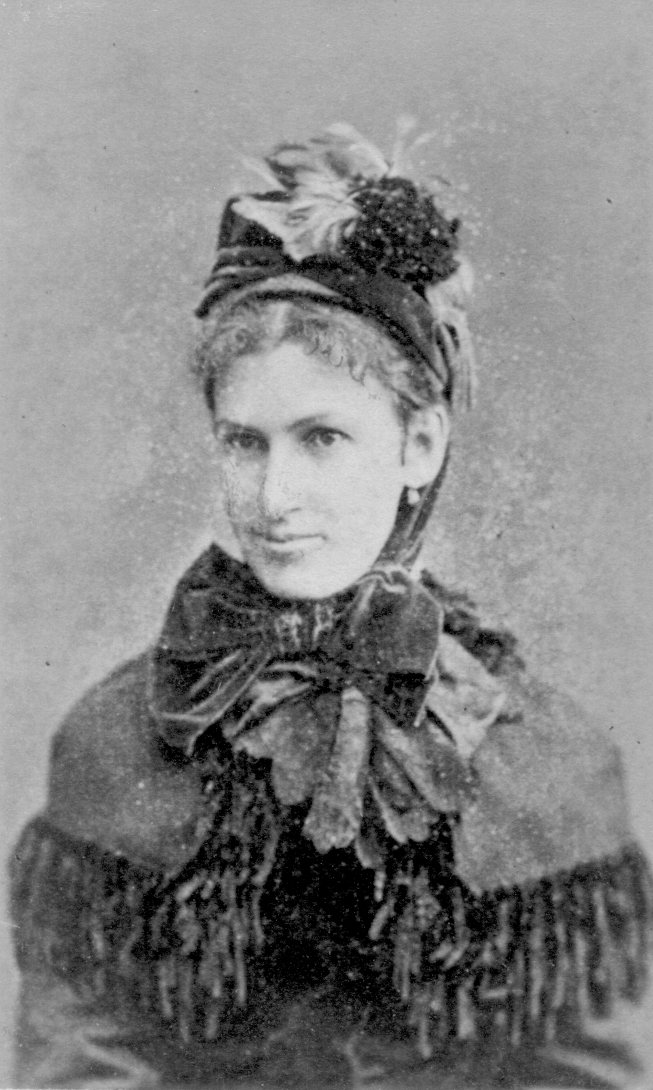
Emma Krackowizer, geb. Würtenberger (1884)

Ferdinand Krackowizer schrieb eine Reihe von landeskundlichen Studien wie eine kurze Geschichte des Linzer Theaters und gab auf Wunsch des oberösterreichischen Lehrervereines eine „Heimatskunde von Oberösterreich“ heraus (1872), die nach der im Anschluss an das Reichsvolksschulgesetz erlassenen Unterrichtsordnung als „Handbüchlein zum Schulgebrauch“ dienen sollte. Bemerkenswert bei diesem Buch ist die Verwendung des damals aufkommenden Namens „Heimatkunde“ statt der bisher üblichen Bezeichnung „Landeskunde“.
Neben seinem Berufe und der Pflege der Geschichte seines Heimatlandes verfasste Krackowizer über seine Erinnerungen an Kremsmünster und an die Hochschule eine Reihe von Schriften, in denen seine Frohnatur zum hellen Ausdruck kommt; sie und andere Veröffentlichungen haben ihm als Humoristen einen Ruf verschafft, zumal seine ehedem viel gelesene „Naturgeschichte des österreichischen Studenten“ im bekannten Verlage Reclam zu Leipzig erschien (1890). 
Sein handschriftliches Gedenkbuch „Aus meinem Leben und aus meiner Zeit“ (1912/13) umfasst ebenfalls bloß die Jahre der Jugend bis 1870.
1893 begann in Österreich die staatliche Archivorganisation auf wissenschaftlicher Grundlage. Der oö. Landesausschuss beschloss, die Archive der Städte, Märkte und Kommunen des Landes verzeichnen zu lassen. Diese schwierige Aufgabe übernahm Krackowizer, der im Sommer 1895 jene Gemeinden aufsuchte, welche den Besitz von Archivalien gemeldet hatten. Am 1. September 1896 eröffnete das oberösterreichische Landesarchiv, dessen Leiter Ferdinand Krackowizer wurde, der dabei von Joseph Alexander von Helfert angeregt und durch Julius Strnadt unterstützt worden war.
Am 1. August 1903 trat Krackowizer in den Ruhestand und erhielt 1921 anlässlich des 25-jährigen Bestandes des Landesarchivs den Titel eines Landesarchivdirektors. Bei seiner Emeritierung gab er auf eigene Kosten eine Broschüre Das oberösterreichische Landesarchiv zu Linz heraus. Während Krackowizer zu seinen Lebzeiten auch als Humorist bekannt war, wird er im Gedächtnis der Nachwelt vorwiegend als Sammler weiterleben. Sein größtes Werk ist sein „Biographisches Lexikon des Landes Österreich ob der Enns“ (Gelehrte, Schriftsteller und Künstler Oberösterreichs seit 1800), 1931 erschienen. Er war Ehrenbürger seiner Heimatgemeinde.
Ferdinand Krackowizer war der Urgroßonkel des sogenannten Motorradprofessors Helmut Krackowizer.

## Werke
- Ferdinand Krackowizer: Das Schlüsselberger Archiv. In: Jahrbuch des Oberösterreichischen Musealvereines. 37. Jahrgang, Linz 1879, S. 1–40 (zobodat.at [PDF]).
- Ferdinand Krackowizer: Die ständischen Zeughäuser zu Linz und Enns. In: Jahrbuch des Oberösterreichischen Musealvereines. 38. Jahrgang, Linz 1880, S. 1–24 (zobodat.at [PDF]).
- Ferdinand Krackowizer: Vivat academia! Erinnerungen an die Wiener Hochschule. Selbstverlag, Druck von S. Tagwerkers Witwe, Linz 1895, 77 Seiten.
- Ferdinand Krackowizer: Sammelbände aus der Reformationszeit. In: Jahrbuch des Oberösterreichischen Musealvereines. 62. Jahrgang, Linz 1904 (zobodat.at [PDF]).
- Ferdinand Krackowizer: Der erste Linzer Buchdrucker Hanns Planck und seine Nachfolger im 17. Jh. In: Archiv für die Geschichte der Diözese Linz. Band 3, Linz 1906, S. 134–190 (landesbibliothek.at).
- Ferdinand Krackowizer, Franz Berger: Biographisches Lexikon des Landes Österreich ob der Enns. Gelehrte, Schriftsteller und Künstler Oberösterreichs seit 1800. Institut für Ostbairische Heimatforschung, Passau und Linz a. Donau 1931 (Digitalisat in: austrian literature online – alo).

## Auszeichnungen
- Landesarchivdirektor (1921, rückwirkender Ehrentitel)
- Ehrenbürger von Wels (1922)
- Goldenes Ehrenzeichen für die Verdienste um die Republik Österreich durch Bundespräsident Miklas (1929)

Quelle:

## Würdigung
In Linz-Waldegg ist die Krackowizerstraße nach ihm benannt.